# Gilles-Louis Chrétien

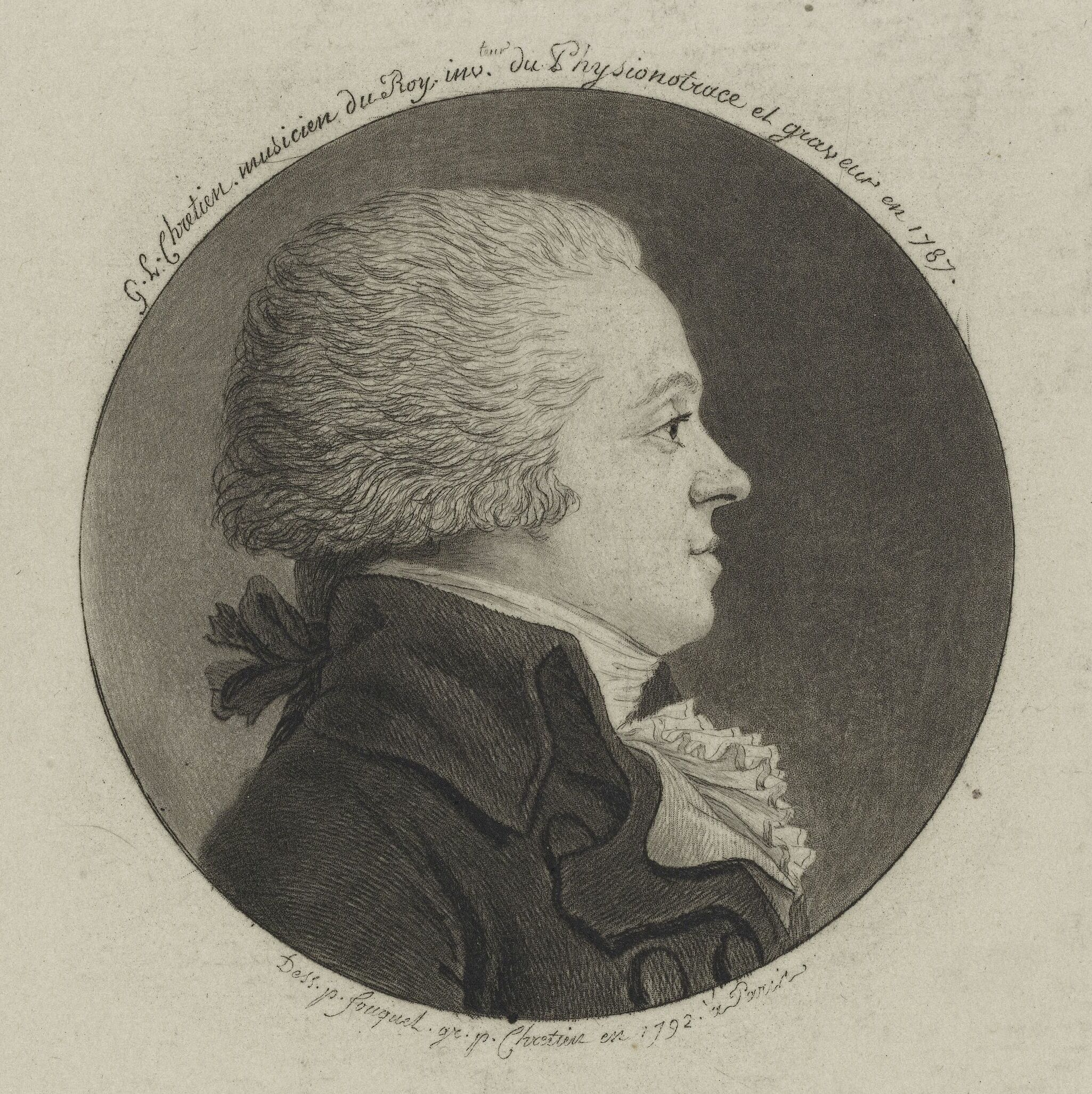
Physionotrace-Porträt von Gilles-Louis Chrétien

Gilles-Louis Chrétien (* 5. Februar 1754 in Versailles; † 4. März 1811 in Paris) gilt als der Erfinder des Physionotrace.

## Leben
1754 wurde Gilles-Louis Chrétien in Versailles geboren. Er ergriff denselben Beruf wie sein Vater, ein Kammermusiker am Hofe des Königs, und wurde Cellist. Als talentierter Bildniszeichner und Kupferstecher entwickelte er ein Gerät, das den Vorgang des Porträtierens teilweise mechanisierte. 1786 ging er mit seiner Erfindung, dem Physionotrace an die Öffentlichkeit. Das neue Verfahren bestand im Prinzip aus einer mit mechanischer Hilfe verfertigten Profillinie, die zeichnerisch vervollständigt, verkleinert, in eine Radierung umgesetzt und vervielfältigt wurde.
Seit 1787 arbeitete Chrétien mit dem Miniaturisten Quenedey zusammen und ging nach Paris. Quenedey zeichnete und Chrétien fertigte die Radierungen. Durch einige Porträts von berühmten Zeitgenossen (dem Dauphin, Mme de Stael, Marat, Robespierre) und zahlreichen Reisenden, die Paris besuchten, sicherte er sich einen Platz in der Porträtgeschichte. Im Herbst 1789 machte Quenedey sich mit einem eigenen Atelier selbständig und Chrétien zog im Dezember des gleichen Jahres Jean Fouquet als Zeichner heran, der nach 1794, aber wohl erst 1799 (zeitweise ?) von Jean Simon Fournier abgelöst wurde, welcher angeblich bis um 1800, längstens aber bis 1805 für Chrétien arbeitete.
1811 starb Gilles-Louis Chrétien in Paris.
Der große Erfolg seiner Erfindung beruht weniger darauf, dass seine Apparatur den Prozess des Porträtierens mechanisierte, (das tat sie nur zu einem sehr geringen Teil), sondern vielmehr in der Rationalisierung von Arbeitsabläufen und der formalen Standardisierung des Produkts "Porträt", die ohne das Revolutionsideal der egalité kaum denkbar ist.